# Дэдпул и Корг реагируют
«Дэдпу́л и Корг реаги́руют» (англ. Deadpool and Korg React) — американский короткометражный супергеройский фильм 2021 года с участием героев Marvel Comics Дэдпула и Корга. Сценарист, режиссёр и исполнитель роли Уэйда Уилсона / Дэдпула — Райан Рейнольдс. Корга сыграл Тайка Вайтити. Рейнольдс повторил свою роль из серии фильмов «Люди Икс», а Вайтити — из картин «Кинематографической вселенной Marvel» «Тор: Рагнарёк» (2017), «Мстители: Финал» (2019) и «Тор: Любовь и гром» (2022).
«Дэдпул и Корг реагируют» вышел на YouTube-канале Рейнольдса 13 июля 2021 года в качестве рекламого ролика к ленте «Главный герой». Критики и зрители высоко оценили короткометражку как тизер к кинокомиксу «Дэдпул и Росомаха», а также отметили юмор.

## Сюжет
Уэйд Уилсон / Дэдпул решает снять реакцию на трейлер фильма «Главный герой» (2021), также пригласив к просмотру Корга. На протяжении просмотра герои обсуждают персонажей и сюжетные моменты картины. После окончания видеоролика Дэдпул спрашивает Корга о своих собственных шансах присоединиться к медиафраншизе «Кинематографическая вселенная Marvel». В ответ Корг советует ему следить за почтой Marvel Studios.

## Актёрский состав
- Райан Рейнольдс — Уэйд Уилсон / Дэдпул: наёмник, который, после эксперимента по регенеративной мутации, получил способность ускоренно регенерироваться.
- Тайка Вайтити — Корг: гладиатор, подружившийся с богом грома Тором на планете Сакаар.

## Производство
В марте 2019 года 21st Century Fox была выкуплена компанией The Walt Disney Company. Вследствие этого разработка дальнейших фильмов о Людях Икс, включая «Силу Икс» и «Дэдпула 3», остановилась, а права на франшизу перешли к Marvel Studios. Позднее генеральный директор Disney Роберт Айгер объявил об интеграции Дэдпула в «Кинематографическую вселенную Marvel», пообещав сохранить рейтинг R («18+») для кинокомиксов с его участием. «Мы даём зрителям знать, что их ждёт», — говорил Айгер.
Фильм «Главный герой» создавался студией Fox с 2016 года; впоследствии производство картины продолжилось под эгидой корпорации Disney. Короткометражный фильм «Дэдпул и Корг реагируют» упоминает перенос релиза «Главного героя» с июля 2020 на август 2021 года. Сначала Рейнольдс хотел снять короткометражку о том, как Дэдпул допрашивает охотника, убившего мать оленёнка Бэмби из одноимённого мультфильма 1942 года. Disney отклонил эту идею и запустил в разработку «Дэдпул и Корг реагируют».

## Релиз
Райан Рейнольдс опубликовал короткометражный фильм на своём YouTube-канале 13 июля 2021 года. За 24 часа ролик набрал более 4 млн просмотров.

## Критика
«Дэдпул и Корг реагируют» получил высокие оценки как от зрителей, так и от профессиональных критиков. Журналу Empire понравились диалоги и взаимодействие между персонажами. Syfy Wire отметил, что впервые увидеть двух «любимых фанатами» персонажей вместе было «невероятно круто», и предположил, что выпуском этой короткометражки Рейнольдс и Disney намекают на появление Дэдпула в «Кинематографической вселенной Marvel», а Nerdist считает, что это «очень неожиданный способ» для Дэдпула официально присоединиться к общей вселенной. Другие кинопорталы, напротив, засомневались, что это официальная интеграция персонажа в киновселенную.